# Гутьеррес, Хосе Антонио
Хосе Антонио Гутьеррес (исп. José Antonio Gutiérrez; род. 1943) — колумбийский шахматист, международный мастер (1972), международный судья (1996).
В составе сборной Колумбии участник 7-и Олимпиад (1972, 1978, 1982—1988, 1992).